# Österåberget
Österåberget är ett naturreservat i Orsa kommun i Dalarnas län.
Området är naturskyddat sedan 1988 och är 326 hektar stort. Reservatet omfattar Österåberget ända ner till dalbottnen och Österån. Reservatet består mest av gran.